# Gabelstein-Hölloch
Koordinaten: 50° 20′ 2″ N, 7° 57′ 4″ O

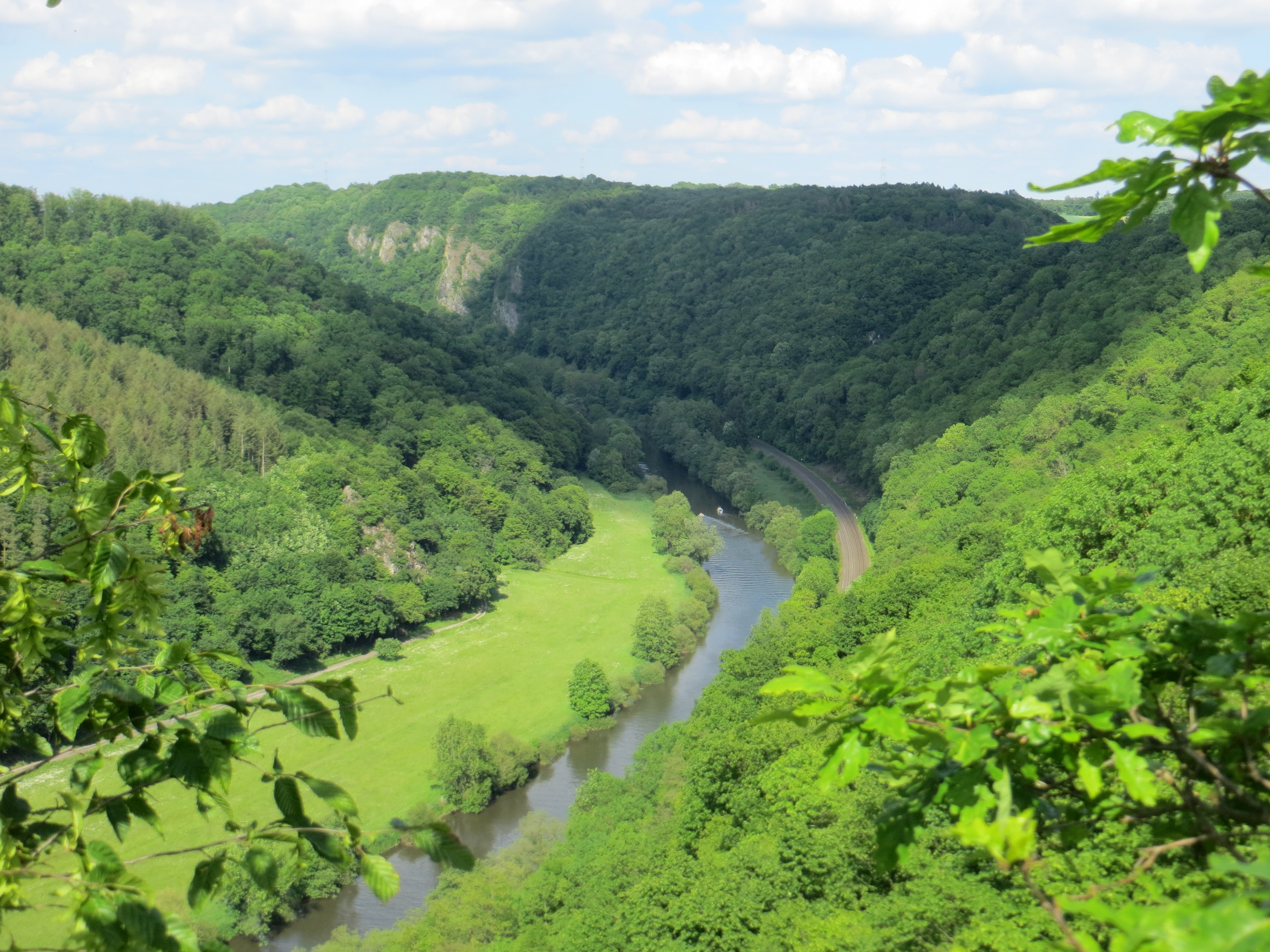
Aussicht auf den Gabelstein

Das Naturschutzgebiet Gabelstein-Hölloch liegt auf dem Gebiet des Rhein-Lahn-Kreises in Rheinland-Pfalz. Das 68,42 ha große Gebiet, das mit Verordnung vom 12. Juni 1981 unter Naturschutz gestellt wurde, erstreckt sich südlich von Cramberg zu beiden Seiten der Lahn. Das Gebiet umfasst einen zerklüfteten, felsigen Lahnhang bei Cramberg.